# Дитячий світ (Київ)
Дитячий світ — модерністська будівля в Дніпровському районі Києва, розташована поблизу станції метро «Дарниця».

## Історія

### Проєкт і будівництво
Будівлю «Дитячого світу» замовило Міністерство торгівлі Української РСР для відкриття найбільшого в республіці дитячого універмагу, який до цього розташовувався у приміщеннях Пасажу на Хрещатику. Для «Дитячого світу» обрали ділянку в Комсомольському масиві (зараз — Північно-Броварський масив), біля станції метро «Дарниця». 31 січня 1972 року Київський міський виконавчий комітет офіційно виділив цю ділянку Головному управлінню торгівлі Києва для початку будівництва. Архітекторами обрали Володимира Залуцького та Юрія Бородкіна — співробітників «КиївЗНДІЕП», який проєктував увесь масив.
Будівництво розпочали 1974 року й завершили майже через 13 років. При спорудженні «Дитячого світу» неодноразово змінювалися підрядники, конструктори та інженери, оскільки споруду зупиняли через економію будівельних матеріалів та спроби спрощення проєкту.

### Архітектура проєкту

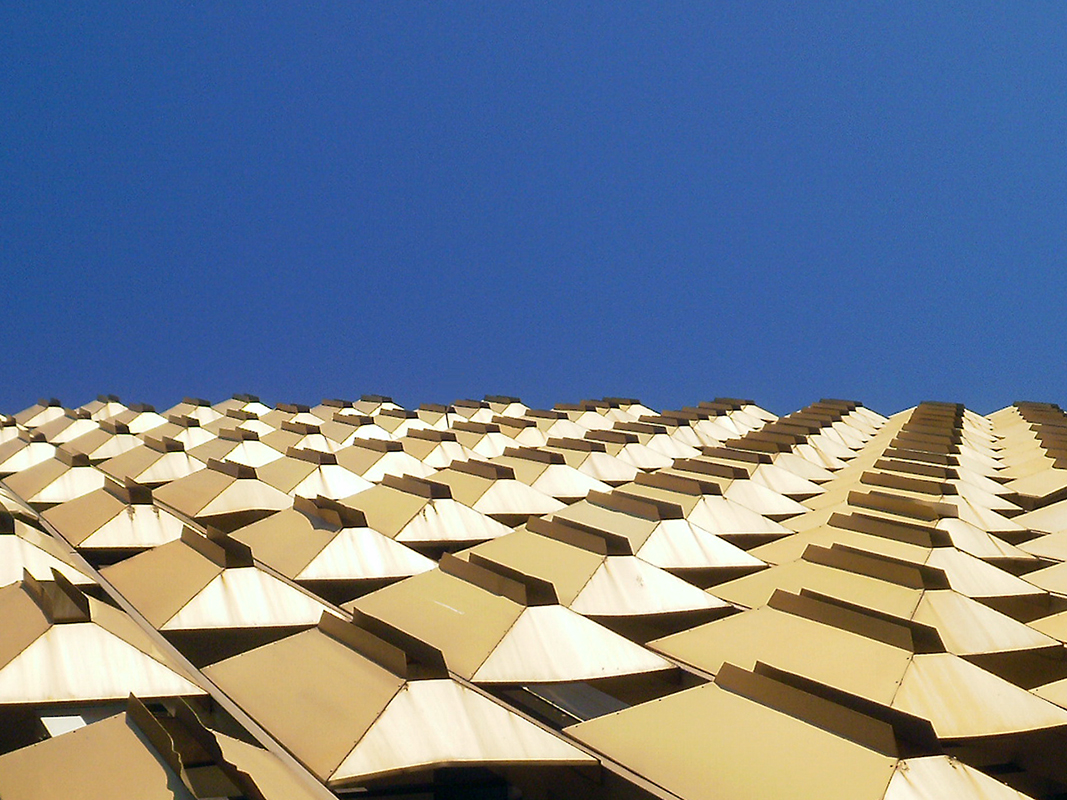
Елементи фасаду, 2011 рік

Головний фасад прикрашений перфорованим сонцезахисним металевим навісом бронзово-золотистого кольору, виготовленого на Броварському алюмінієвому заводі. За словами Залуцького, сітчаста та дрібна структура фасаду застосована для виділення та контрастування будівлі «Дитячого світу» на тлі сусідніх багатоповерхових житлових будинків. Елементи алюмінієвого фасаду виготовили у формі витягнутої піраміди. Загалом для будівлі «Дитячого світу» використали 20 тонн алюмінію.
Уздовж заднього фасаду передбачили підземну естакаду та розвантажувальну платформу для відділення процесу розвантаження та прийому товарів від основних приміщень універмагу. Володимир Залуцький планував розмістити підземну платформу від «Дитячого світу» до готелю «Братислава», між якими мав бути збудований малоповерховий торговельний комплекс. Проте цей проєкт реалізований не був.
Паркінг біля універмагу був розрахований на майже 100 автомобілів.

### Подальша історія

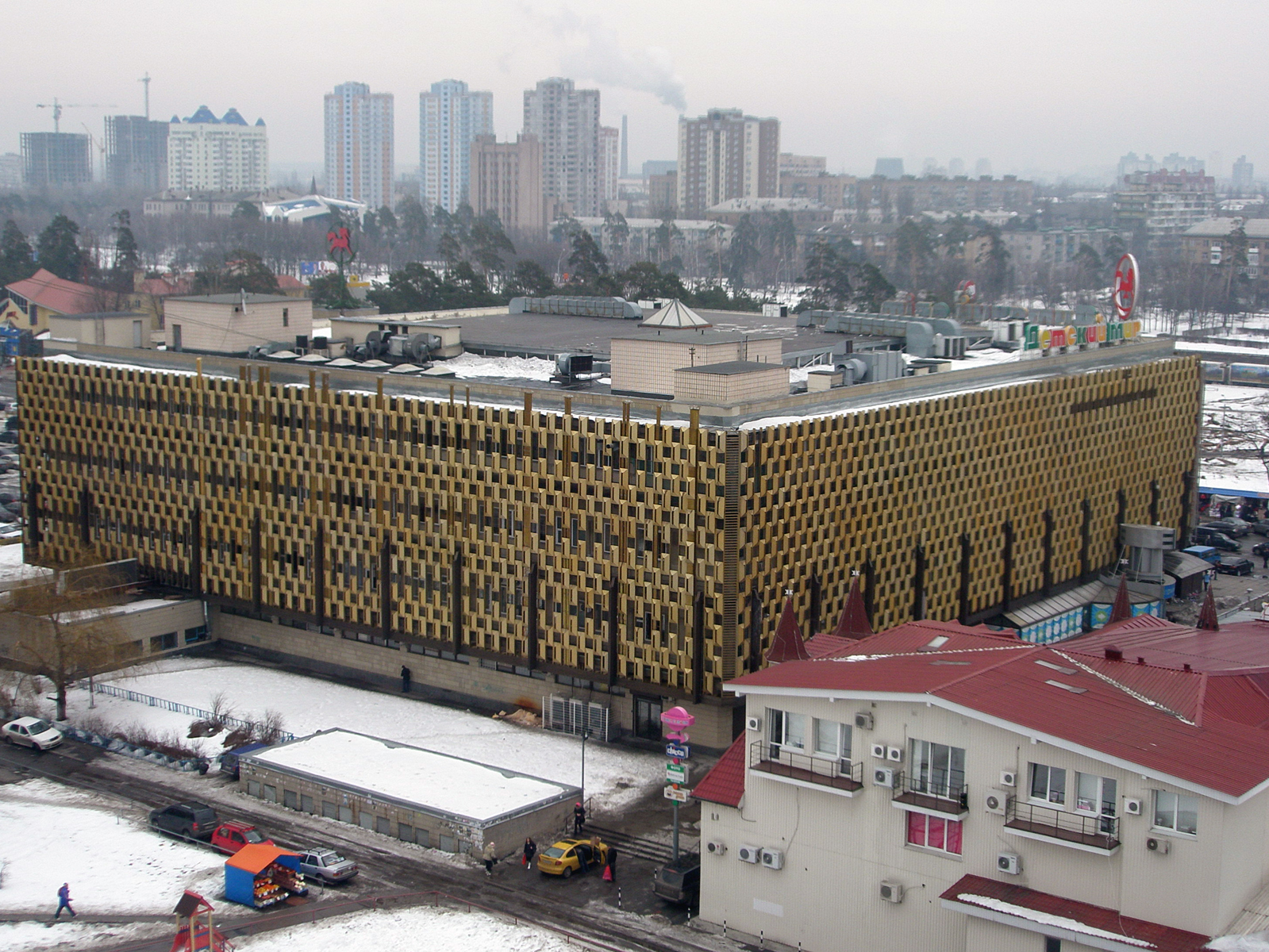
Вид ззаду. 2010 рік

Офіційне відкриття «Дитячого світу» відбулося 1 липня 1987 року. 4 липня 1993 року на зборах трудового колективу вирішили створити акціонерне товариство «Універмаг „Дитячий світ“». Це рішення затверджено 25 лютого 1994 року. Головою універмагу обрали Світлану Полутову, яка з 1984 року керувала київським «Дитячим світом». У серпні 1997 року в Єдиному державному реєстрі юридичних осіб, фізичних осіб-підприємців та громадських формувань зареєстровано ПАТ «Універмаг „Дитячий світ“», кінцевими бенефіціарами якого були Світлана Полутова та її син Дмитро Полутов{.
У 2003 році стало відомо, що компанія Real Estate Solutions розробила проєкт будівництва п'ятиповерхової будівлі на місці паркування, яка мала бути з'єднана переходом з «Дитячим світом». Проте будівництво будівлі відкладалося, оскільки на ці потреби було необхідно 35 млн євро. Знову до ідеї будівництва сусідньої з «Дитячим світом» будівлі керівництво повернулося 2011 року. Тоді директор підприємства Дмитро Полутов заявляв про плани збудувати шестиповерховий об'єкт.
У грудні 2012 року в будівлі відкрили океанаріум «Морська казка». Станом на 2015 рік у будівлі розташовувалися магазин мережі побутової техніки «Фокстрот» і супермаркет Varus.
До кінця 2010-х років територію біля «Дитячого світу» забудували безліччю торгових об'єктів малої архітектурної форми, фасад будівлі завісили рекламними банерами, покриття ряду панелей втратило первісний вигляд, а частину кріплень зазнала корозії.
У березні 2021 року презентовано проєкт реконструкції «Дитячого світу», розроблений компанією Edelburg Development. Цей проєкт передбачав демонтаж алюмінієвих панелей і прикрасу фасаду кольоровими смугами. Зміна образу «Дитячого світу» викликала критику проєкту, зокрема від архітектора будівлі Володимира Залуцького. Після цього керівництво «Дитячого світу» зупинило проєкт реконструкції та оголосило новий архітектурний конкурс. На новому конкурсі перемогу здобув проєкт Дмитра Аранчія (Aranchii Architects), що передбачає збереження оригінального фасаду.